# Rita Guerra
Rita Maria de Azevedo Mafra Guerra (Lisboa, 22 de octubre de 1967), más conocida como Rita Guerra, es una cantante portuguesa. Desde 1989 trabaja diariamente en el Casino de Estoril, palco que pisó por primera vez con Adamo.

## Biografía
Pormenores Sem a Mínima Importância fue su primer álbum que contó con la participación de Rui Veloso y de los Taxi, fue el primer paso para su consagración en el mundo de la música portuguesa. Le seguirían Independence Day (trabajo de temas originales en inglés, editado en 1995) y Da Gama (un trabajo de música étnica en colaboración con Paulo de Carvalho y de la autoría de Maestro Pedro Osório). En el año 2000 lanzó Desencontros (en dueto con Beto) que la catapultó definitivamente a la fama en Portugal, principalmente gracias a la canción "Brincando com fogo".
En 2003 fue invitada por la RTP para representar a Portugal en el Festival de la Canción de Eurovisión 2003, que se celebró en Riga, donde interpretó el tema Deixa-me sonhar (Só mais uma vez) en una versión especial para festival que mezclaba letras en inglés y portugués. El festival se celebró en Riga, allí acabó en la 22ª posición. El tema fue elegido por el público portugués en una gala especial de Operación Triunfo de Portugal, donde Rita presentó tres canciones.
En 2005 edita Rita, con una edición especial años más tarde y que incluye la canción que representó a Portugal en el Festival de la Canción de Eurovisión de 2003. Es hasta la fecha su disco con mayor éxito en Portugal.
En 2007 celebra sus 25 años en la música, con el lanzamiento de Sentimiento, que fue disco de oro en Portugal. De este LP se extrajeron con éxito en las emisores portuguesas los sencillos  'Sentimiento', 'Castelos no ar' y "Gostar de ti".
En 2008 sale un disco recopilatorio, en formato CD y DVD, llamado O Melhor de Rita Guerra  - Acústico ao Vivo.
El 16 de abril de 2009, la cantante fue premiada con el "Top Choice Award" (TCA), en la categoría de "Top International Female Singer 2009", que tiene como base la votación de la comunidad portuguesa y comunidad portuguesa residente en el extranjero.
En 2010, Rita Guerra lanzó el disco Luar, cuyo primer sencillo fue "Eu só quero", una versión que la cantante luso-suiza Gabriela Schaaf defendió en el Festival RTP da Canção del año 1979.
En 2011 lanza el disco Retrato, un disco de versiones de aquellas canciones que marcaron a la artista portuguesa, más tres canciones nuevas, una de ellas "Asas do desejo" fue extraída como primer sencillo del disco. Destacan las versiones de "Haja o que houver" de Madredeus o el fado "Estranha forma de vida", de Amália Rodrigues. Realiza dúos con Lara Li, Paulo de Carvalho, el grupo portugués Anjos y el brasileño Iva Lins. En este trabajo, se observa como la cantante se aleja de algún sonido rock-country de discos anteriores y explora nuevos horizontes en el jazz.
Rita Guerra fue también artista invitada en álbumes de cantantes como João Braga (en dueto), Ovelha Negra (donde cantó en dúo com Miguel Gameiro de los Pólo Norte) o Ronan Keating entre otros.
Pero no sólo se dedica a la música. Esta polifacética artista ha prestado su voz a numerosas películas de Disney, algunas tan famosas como 'La dama y el vagabundo', 'Hércules', 'Blancanieves' o las dos películas de 'El rey león'.

## Discografía

### Álbumes
Álbumes de estudio
- 1990 - Pormenores Sem A Mínima Importância [PolyGram] K7, LP , CD
- 1995 - Independence Days
- 2005 - Rita [farol] (2× Platino)
- 2007 - Sentimento [Farol]
- 2010 - Luar [Farol]
- 2011 - Retrato [Farol]
- 2014 - Volta [Farol]
- 2015 - No Meu Canto [Farol]

Álbumes en vivo
- 2008 - O Melhor de Rita Guerra  - Acústico ao Vivo Recopilatorio
- 2013 - Ao Vivo No CCB
- 2019 - Sessões Na Rádio

Otros proyectos
- 1994 - As Canções do Século (con Lena d'Água y Helena Vieira)
- 1997 - Lisboa Em Pessoa (Casino do Estoril)
- 1997 - Tempo (Casino do Estoril)
- 2000 - Desencontros (en dueto con Beto)
- 2001 - Da Gama (disco producido por Pedro Osório)
- 2002 - Portugal a Cantar

### Sencillos
- 2000 - "Brincando com o Fogo" (con Beto)
- 2003 - "Deixa-me sonhar (Só mais uma vez)" Festival Eurovisão da Canção
- 2005 - "Chegar a ti"
- 2005 - "À espera do Sol / Secretamente"
- 2007 - "Sentimento"
- 2007 - "Castelos no ar"
- 2007 - "Gostar de ti"
- 2009 - "Eu só quero"
- 2011 - "Asas do desejo"
- 2014 - "Volta"
- 2014 - "A Transformação"